# 95072 CVUT
95072 CVUT este o planetă minoră (asteroid), cu un diametru de 3,713 km, din centura de asteroizi. A fost descoperită pe 15 ianuarie 2002 la Observatorul Kleť de Observatorul Kleť și a fost numită după Universitatea Tehnică Cehă din Praga. 
Obiectul prezintă o orbită caracterizată de o semiaxă mare de 2,7129610986 UAi, o excentricitate de 0,18437345059029, o înclinație de 2,7192478467271 ° în raport cu ecliptica.